# Francisco Tenorio Contreras
Francisco Fernando Tenorio Contreras (1 de junio de 1973-Ixtapaluca, México, 2 de noviembre de 2019) fue un político y activista social mexicano, miembro del partido Movimiento Regeneración Nacional (Morena). Fue alcalde de Valle de Chalco Solidaridad desde el 1 de enero de 2019 hasta su fallecimiento.

## Biografía y carrera
Francisco Tenorio Contreras inició su actividad política como militante del Partido de la Revolución Democrática, por el que fue postulado y electo a su primer puesto de elección popular: regidor en el ayuntamiento de Valle de Chalco para el periodo de 2003 a 2006 que fue encabezado por Miguel Ángel Luna Munguía. Durante este periodo, en julio de 2005, fue acusado de robo de un vehículo automotor y agresiones a una mujer, propietaria de la misma e hija de una regidora del mismo ayuntamiento.
Se unió a Morena y en 2018 fue postulado candidato a presidente municipal de Valle de Chalco Solidaridad en las elecciones de ese año, logrando el triunfo para el periodo constitucional a iniciar el 1 de enero de 2019, aunque su ceremonia de toma de protesta se celebró el 18 de diciembre de 2018. En marzo de 2019 anunció la propuesta de modificar el nombre del municipio, de Valle de Chalco a Valle de Xico.

## Asesinato
El 29 de octubre de 2019, mientras realizaba una visita a una unidad habitacional al noroeste del municipio, recibió un disparo en la cabeza. Sobre el suceso, se difundieron diferentes noticias, que generaron confusión en cuanto a la veracidad del fallecimiento. Tras pasar cinco días ingresado en el Hospital de Alta Especialidad de Ixtapaluca, se certificó la muerte cerebral del alcalde, y su fallecimiento el día 2 de noviembre, tras ser donados sus órganos. Se identificó posteriormente al agresor como una persona que lo siguió durante sus actividades, y que incluso se tomó una fotografía con él momentos antes de dispararle. Fue enterrado el 3 de noviembre, en el municipio de Juchitepec.